# Tidofeld
 (avril 2024).
Tidofeld est un quartier de la commune de Norden, dans le Land de Basse-Saxe.

## Histoire
Le nom Tidofeld vient d'un château construit au XVIIe siècle par Tido Freiherr zu Innhausen et Knyphausen (1582-1638), seigneur du village, le frère du maréchal Dodo zu Innhausen und Knyphausen et détruit en 1669 lors des conflits entre le seigneur de Lütetsburg de l'époque, Haro Caspar von Knyphausen, leur cousin.
Jusqu'en 1952, Tidofeld fait partie de la commune de Lütetsburg.